# Patrick Bevin
Patrick Bevin   (Taupo, 15 de febrer de 1991), també conegut com a Pat Bevin, és un ciclista neozelandès, professional des del 2010. Actualment corre a l'equip Israel-Premier Tech.
En el seu palmarès destaca el Campionat de Nova Zelanda en contrarellotge de 2016 i 2019, així com la Volta a Turquia de 2022.

## Palmarès
- 2008
  - Vencedor d'una etapa al Tour de Canterbury
- 2009
  - Campió d'Oceania júnior
  - 1r al Tour de Tanaraki
  - Vencedor de 2 etapes al Tour de Southland
- 2010
  - 1r a la REV Classic
  - 1r a la Grand Cycling Classic
  - Vencedor de 2 etapes al Tour de Vineyards
- 2011
  - 1r al Tour de Vineyards i vencedor d'una etapa
  - Vencedor d'una etapa a la Hawkes Bay 2 day Tour
  - Vencedor d'una etapa al Roswell Criterium
- 2012
  - 1r a la McLane Pacific Classic i vencedor de 2 etapes
  - 1r al Tour de Nez
  - 1r al Tour d'Austin i vencedor d'una etapa
  - 1r a la Bucks County Classic
  - 1r a la Round the Mountain Classic
  - Vencedor de 3 etapes a la Redlands Bicycle Classic
  - Vencedor de 2 etapes al Tour de Southland
- 2013
  - 1r al Wanganui GP
  - 1r a la Round the Mountain Classic
- 2014
  - 1r a la REV Classic
  - Vencedor de 2 etapes a l'An Post Rás
  - 1r al National Capital Tour i vencedor d'una etapa
  - 1r al Tour de Tasmània i vencedor de 2 etapes
- 2015
  - 1r a la National Road Series
  - 1r a la REV Classic
  - 1r a l'Adelaide Tour i vencedor de 2 etapes
  - 1r al Tour of the Great South Coast i vencedor de 2 etapes
  - 1r al Tour of the King Valley i vencedor d'una etapa
  - Vencedor d'una etapa Herald Sun Tour
  - Vencedor d'una etapa al Tour de Taiwan
  - Vencedor d'una etapa al National Capital Tour
  - Vencedor d'una etapa al Tour de Corea
  - Vencedor d'una etapa a la Battle on the Border
- 2016
  -  Campió de Nova Zelanda en contrarellotge
- 2019
  -  Campió de Nova Zelanda en contrarellotge
  - Vencedor d'una etapa al Tour Down Under
- 2022
  - 1r a la Volta a Turquia i vencedor d'una etapa
  - Vencedor d'una etapa al Tour de Romandia

### Resultats a la Volta a Espanya
- 2016. Abandona (11a etapa)
- 2019. No surt (15a etapa)
- 2022. 75è de la classificació general

### Resultats al Tour de França
- 2017. 114è de la classificació general
- 2018. Abandona (14a etapa)
- 2019. No surt (6a etapa)

### Resultats al Giro d'Itàlia
- 2021. 48è de la classificació general